# Fontaine (Saint-Dié-des-Vosges, place du Châpitre)
La fontaine de Saint-Dié-des-Vosges est une fontaine située à Saint-Dié-des-Vosges en région Grand Est.

## Localisation
La fontaine se trouve place du Châpitre dans le département français des Vosges, sur la commune de Saint-Dié-des-Vosges.

## Histoire
La fontaine est datée du XVIIIe siècle.
La fontaine est inscrite au titre des monuments historiques par arrêté le 2 décembre 1948.